# Catedral de Zagreb
La catedral de Zagreb, situada en el barrio de Kaptol de la capital croata, es un templo católico dedicado a la Asunción de María y a San Esteban y San Ladislao de Hungría. Es no solo el edificio más alto de Croacia sino también el edificio sacro más monumental en estilo gótico al sureste de los Alpes. La catedral es típicamente gótica, al igual que su sacristía, que es de gran valor arquitectónico. La primera piedra se colocó en 1093. La catedral resultó afectada en 1880 por un terremoto que obligó a una importante reconstrucción del edificio, especialmente de la fachada diseñada por el prestigioso arquitecto austríaco, Hermann Bollé, junto a los dos campanarios de 105 metros de alto que se han convertido en una referencia visible desde la mayor parte de la ciudad.  El interior y una de sus dos torres resultó dañada en un nuevo terremoto que tuvo lugar el 22 de marzo de 2020. Es la catedral de la arquidiócesis de Zagreb.

## Historia

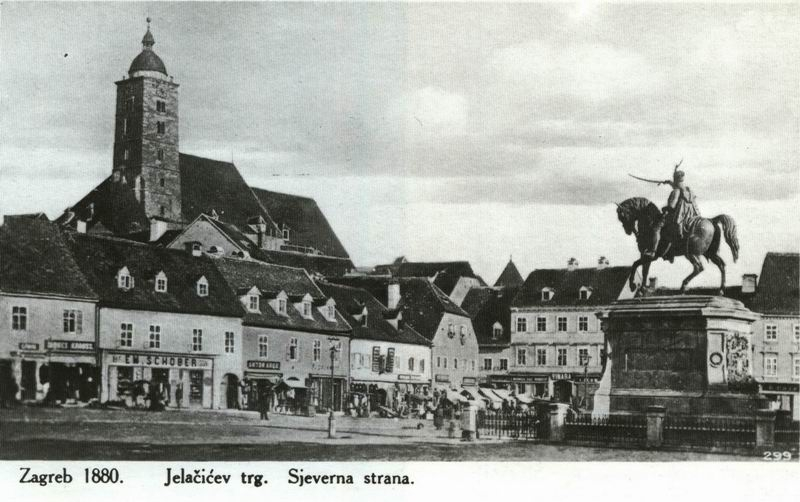
Catedral en 1880.

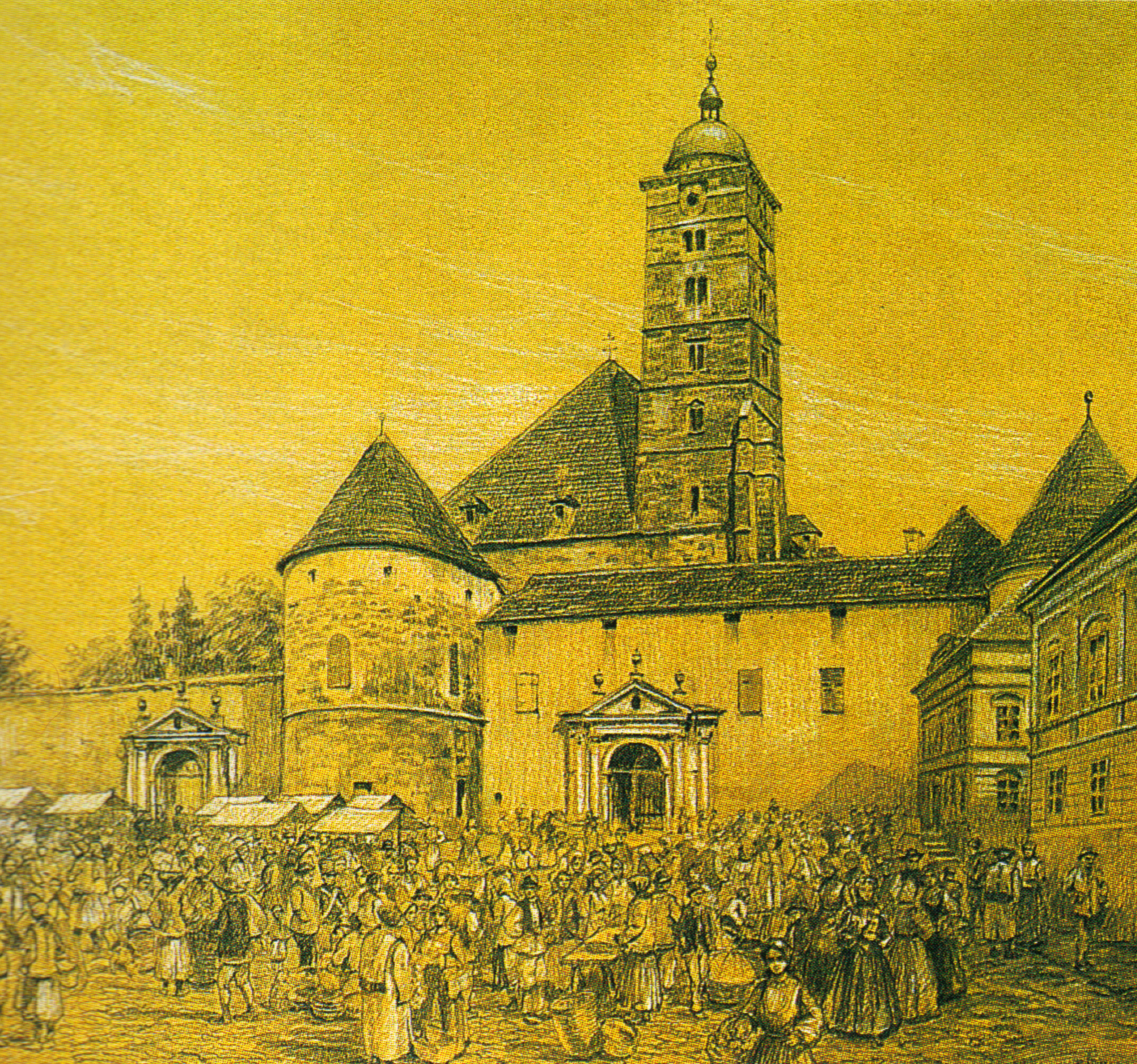
Catedral antes de 1880.

La primera piedra se colocó en 1093. En 1094 el rey Ladislao fundaba la archidiócesis de Zagreb y luego construyó una pequeña iglesia románica de nave sencilla para ser ampliada posteriormente. Durante la invasión tosca del 1242, fue incendiada. No fue hasta el siglo XIII que el obispo Timoteo construyó la nave central, con dos capillas contiguas y la sacristía.
La construcción y decoración de la Catedral fue continuada por el obispo Esteban III (Kanižaj) en la segunda mitad del siglo XIV, que completó la construcción con los últimos estilos y acabó la nave central y las primeras capillas góticas al norte y al sur. Otra vez el fuego lo incendió casi totalmente al final del mismo siglo.
A comienzos del siglo XV, el obispo Eberhard nombraba algunos de los más distinguidos artesanos maestros europeos para renovar la iglesia en el último estilo gótico. Pero, mientras tanto, sufría un ataque del conde Celjski que la volvía a destruir. Además, Nikola Thurn, el comandante de las tropas auxiliares españolas, destruía los dos campanarios en 1529.
A mediados del siglo XVI, la Catedral se reconstruía en estilo gótico, con la decoración encargada por el obispo Osvald Thuz. Durante el próximo siglo se levantaban cerca de la catedral un campanario macizo de cinco lados con elementos renacentistas, una atalaya y un edificio de defensa que reemplazaban campanarios pequeños anteriores. El campanario representó el símbolo de la ciudad hasta el terremoto de 1880 y se puede encontrar en todos los dibujos y a las primeras fotografías hechas de Zagreb.
El obispo Juraj Haulik (1837-1852) introducía nuevo mobiliario de estilo croata, hacía cambios en el altar decorando con esculturas de madera y enriquecía y decoraba el santuario entero.

## Reconstrucción delsigloXIX

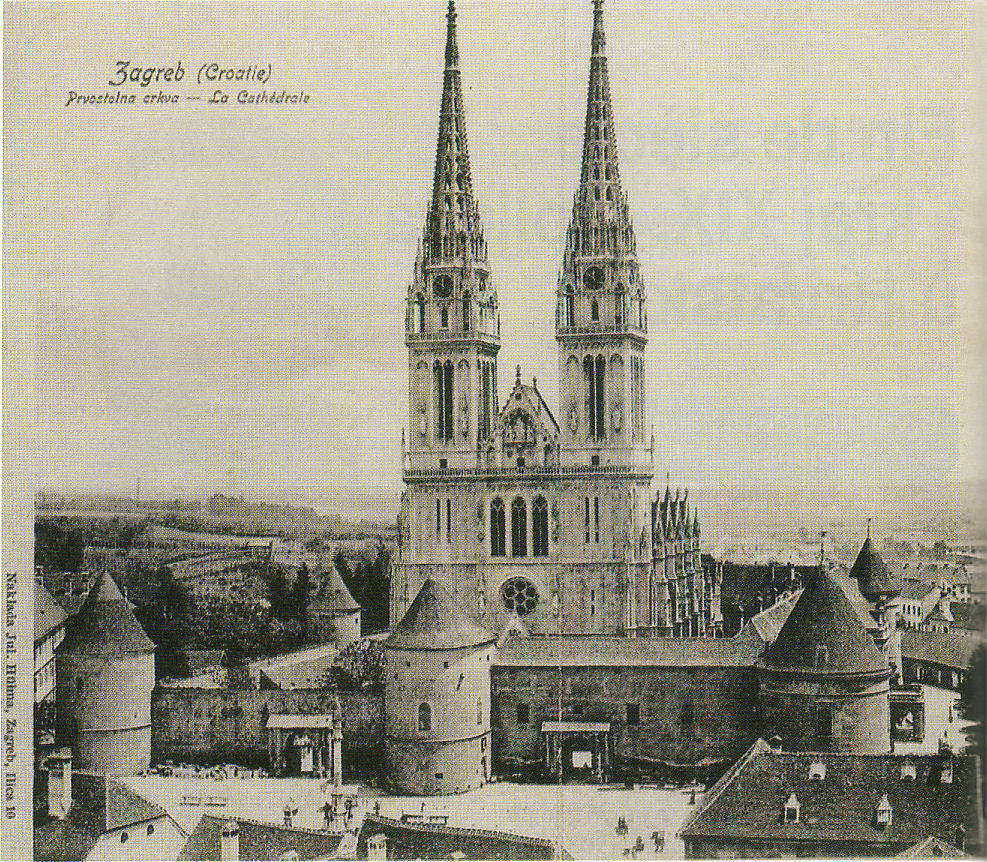
La catedral a finales del.

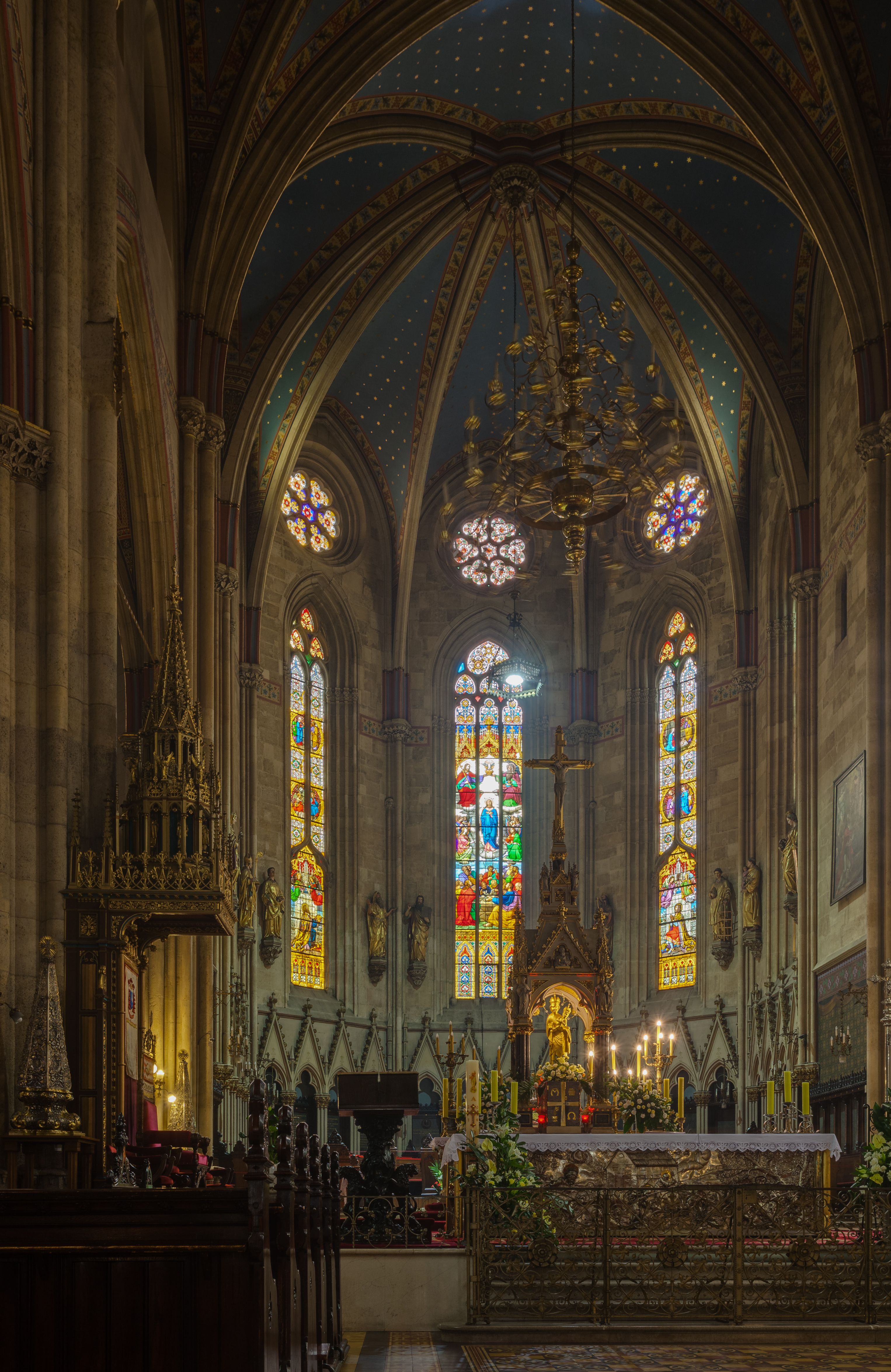
Interior de la catedral de Zagreb.

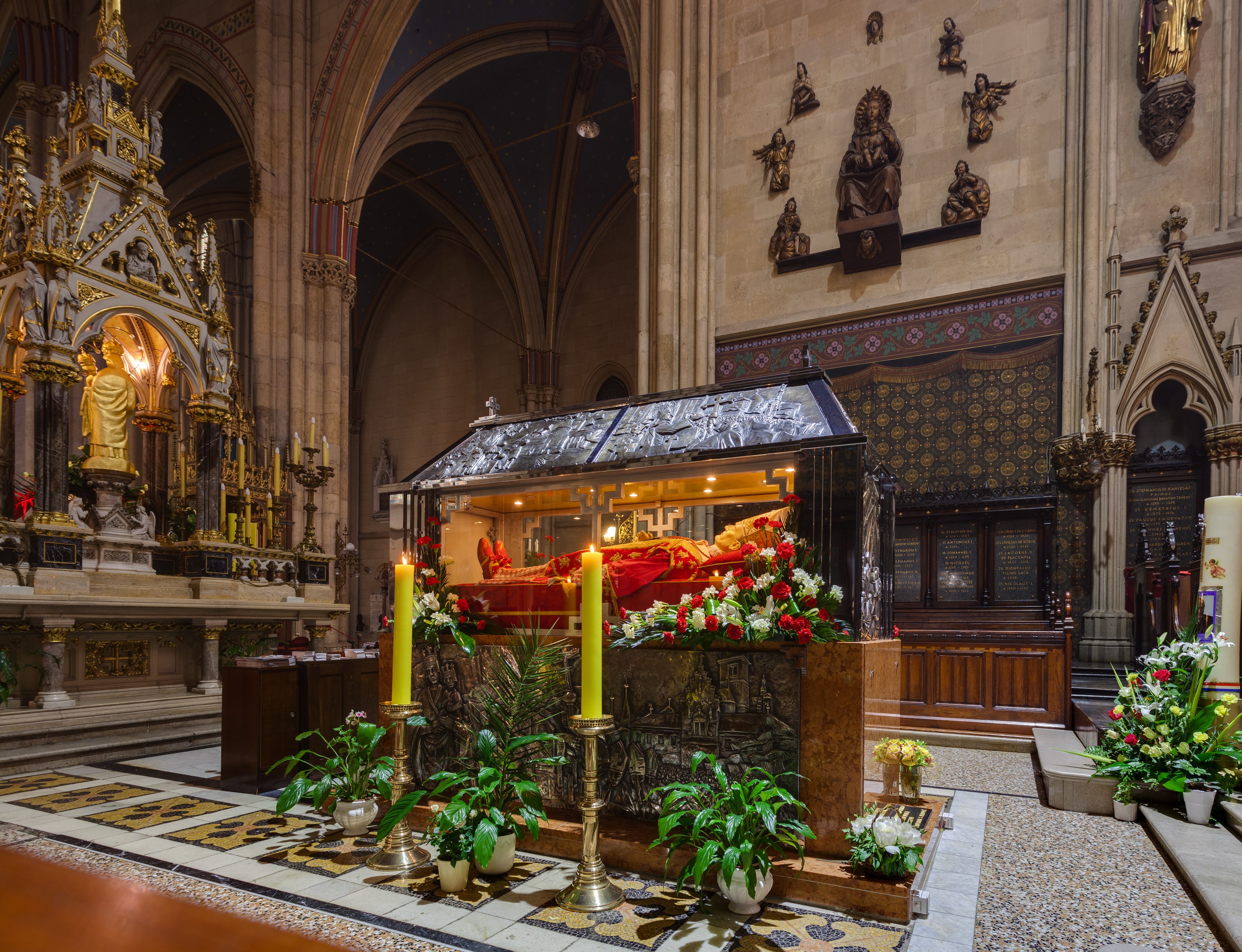
Cuerpo incorrupto del Beato Aloysius Stepinac, en la Catedral de Zagreb. Con tratamiento de cera.

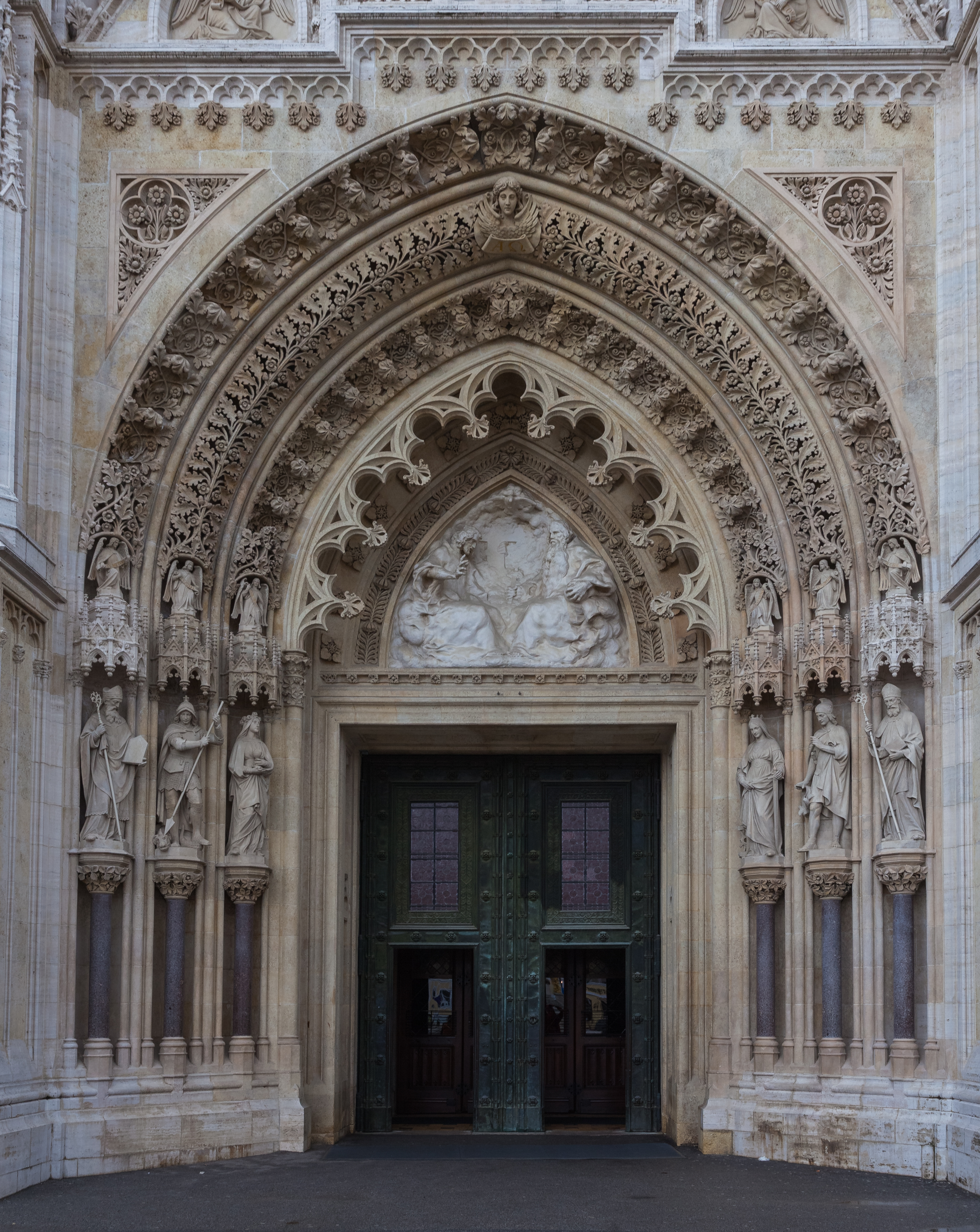
Entrada principal.

En 1870, el arzobispo J. Mihanović contrataba al arquitecto F. Schmidt para renovar la Catedral. Los primeros estudios de Schmidt diagnosticaron que el techo estaba tan mal construido que la presión sobre las vueltas hacía que las paredes se movieran: la parte principal del envigado de madera del techo se había podrido a pesar de las numerosas reparaciones que se habían hecho.
Las intervenciones anteriores a la Catedral incluían la construcción de un conjunto de arcos transversales, que separaban la nave central de las laterales. Además, en las naves laterales se habían construido dos capillas y la sacristía se había ampliado, pero de una manera incoherente con el antiguo diseño regular del interior. Por si fuera poco, la Catedral se había desordenado con numerosos altares y objetos, pocos de los cuales tenían algún valor artístico o estético.
El nuevo diseño de Schmidt para la Catedral fue aceptado, y la renovación se confiaba al arquitecto Hermann Bollé, con quien Scmidt había trabajado en el pasado. Bollé establecía el taller en una cantera cerca de la catedral, hasta la cual transportaba la piedra de Medvednica, que se había utilizado en la construcción de la catedral vieja.
El 9 de noviembre de 1880, Zagreb era golpeada por un terremoto que provocó daños serios en la catedral. Todas sus partes mal construidas, que debían haber sufrido la renovación, se destruyeron. Sin embargo, Bollé presentaba su plan para la reconstrucción de la catedral en 1884. La renovación implicó más de ciento cincuenta personas, entre carpinteros, albañiles, canteros, escultores, herreros y trabajadores en general. Irónicamente, los efectos del terremoto habían ayudado a hacer del interior un todo integrado, y el inventario de la iglesia se reducía al mínimo, con el mobiliario más funcional.
En marzo de 1902, se retiraba el andamio de madera de la Catedral, que revelaba el tamaño impresionante de la iglesia y su belleza. Este esplendor era realzado por el toque de las campanas desde las dos torres de la catedral, un sonido que se podía sentir por todas partes de la ciudad.